# Фурманов (станция)
Фу́рманов (до 1963 года — Середа) — промежуточная железнодорожная станция Ярославского региона Северной железной дороги, находящаяся в городе Фурманове Ивановской области.
От станции отходит железнодорожная ветка на Волгореченск.

## История
Станция открыта в январе 1893 года в составе пускового участка Ермолино — Середа (ныне Фурманов) Шуйско-Ивановской железной дороги (17 вёрст).
В 1963 году станция Середа была переименована в станцию Фурманов в связи с переименованием города Середа в Фурманов.

## Деятельность
Станция открыта для грузовой работы.
Коммерческие операции, выполняемые на станции:
- продажа пассажирских билетов[3];
- приём и выдача багажа[3];
- приём и выдача повагонных отправок грузов (открытые площадки)[3];
- приём и выдача мелких отправок грузов (крытые склады)[3];
- приём и выдача повагонных и мелких отправок грузов (подъездные пути)- обслуживает путь необщего пользования, принадлежащий ПТФ№ 3[3];
- приём и выдача грузов в универсальных контейнерах (3 и 5 тонн)[3];
- приём и выдача мелких отправок грузов (открытые площадки)[3].

## Дальнее следование по станции
По состоянию на декабрь 2018 года через станцию курсируют следующие поезда дальнего следования:
| Круглогодичное обращение поездов | Круглогодичное обращение поездов | Круглогодичное обращение поездов | Круглогодичное обращение поездов |
| № поезда                         | Маршрут движения                 | № поезда                         | Маршрут движения                 |
| -------------------------------- | -------------------------------- | -------------------------------- | -------------------------------- |
| 45 "Текстильный край"            | Иваново — Санкт-Петербург        | 46 "Текстильный край"            | Санкт-Петербург — Иваново        |
| 337                              | Самара — Санкт-Петербург         | 338                              | Санкт-Петербург — Самара         |
| 347                              | Уфа — Санкт-Петербург            | 348                              | Санкт-Петербург — Уфа            |

| Сезонное обращение поездов | Сезонное обращение поездов | Сезонное обращение поездов | Сезонное обращение поездов |
| № поезда                   | Маршрут движения           | № поезда                   | Маршрут движения           |
| -------------------------- | -------------------------- | -------------------------- | -------------------------- |
| 495                        | Адлер — Кострома           | 496                        | Кострома — Адлер           |
| 539                        | Анапа — Кострома           | 540                        | Кострома — Анапа           |

| Пригородное сообщение по станции | Пригородное сообщение по станции | Пригородное сообщение по станции | Пригородное сообщение по станции |
| № поезда                         | Маршрут движения                 | № поезда                         | Маршрут движения                 |
| -------------------------------- | -------------------------------- | -------------------------------- | -------------------------------- |
| 6273/6274                        | Иваново — Ярославль-Главный      | 6277/6278                        | Ярославль-Главный — Иваново      |
| 6275/6276                        | Иваново — Ярославль-Главный      | 6279/6280                        | Ярославль-Главный — Иваново      |